# Microtus schelkovnikovi
Microtus schelkovnikovi és una espècie de talpó que es troba a l'Azerbaidjan i l'Iran.
És un talpó subterrani amb la cua i les orelles molt curtes, i amb el dors castany grisós i el ventre gris.
Viu en boscs caducifolis amb un estrat herbaci ric, i petits boscos aïllats en zones estèpiques, entre 100 i 1400 metres d'altura, on s'alimenta de les parts subterrànies de les plantes.